# Polina, Leningrad 1989
|  | Denne artikel er oprettet af botten Steenthbot ud fra en ekstern database. Den kan derfor have sproglige fejl eller mangler. Denne skabelon kan fjernes efter kontrol af indholdet. |

Polina, Leningrad 1989 er en dansk eksperimentalfilm fra 1990 instrueret af Kassandra Wellendorf.

## Handling
Sammen med kameraet afsøger en hånd et mønstret gulv, hvor fotografier, tekopper og nodeblade har efterladt et spor af fortiden. Vi ser ansigtet og lidt senere også Polina Pradkinas hænder. Når Polina spiller Prokofjev og drømmende går rundt i sin by for at sanse og røre ved den, bliver selv skraldespandene poetiske.